# Kathryn Smallwood
Kathryn "Kathy" Smallwood, de casada Cook - (3 de mayo de 1960 en Winchester, Hampshire, Inglaterra) es una atleta británica especialista en carreras de velocidad y ganadora de tres medallas olímpicas.
Con 20 años participó en los Juegos Olímpicos de Moscú 1980 donde disputó las finales de 100 y 200 metros, y además ganó su primera medalla olímpica en los relevos 4×100 metros, donde las británicas fueron terceras.
En 1983 contrajo matrimonio con Gary Cook, de quien tomó el apellido.
Su mayor éxito llegó en los Juegos Olímpicos de Los Ángeles 1984, donde ganó la medalla de bronce en los 400 metros lisos y fue 4ª en la final de los 200 metros. Además ganó otra medalla de bronce en los relevos 4×100 metros. 
Se retiró de las pistas en 1986, a pesar de ser aún bastante joven.
Está considerada la mejor velocista británica de la historia, y aún sigue conservando los récords británicos de 200, 400 y relevos 4×100 metros. Su récord de 100 metros fue batido en 2008 por Montell Douglas.

## Marcas personales
- Marca 100 metros - 11.10 (Roma, 1981)
- Marca 200 metros - 22.10 (Los Ángeles, 1984)
- Marca 400 metros - 49.43 (Los Ángeles, 1984)

## Palmarés
- Europeo Praga 1978 - 2.ª en 4 × 100 m
- J.Commonwealth Edmonton 1978 - 5.ª en 200 m, 1.ª en 4 × 100 m
- Juegos Olímpicos Moscú 1980 - 6.ª en 100 m, 5.ª en 200 m, 3.ª en 4 × 100 m
- Europeo Atenas 1982 - 2.ª en 200 m, 2.ª en 4 × 100 m
- J.Commonwealth Brisbane 1982 - 2.ª en 200 m, 1.ª en 4 × 100 m
- Mundial Helsinki 1983 - 3.ª en 200 m, 2.ª en 4 × 100 m
- Juegos Olímpicos Los Ángeles 1984 - 4.ª en 200 m, 3.ª en 400 m, 3.ª en 4 × 100 m
- J.Commonwealth Edimburgo 1986 - 2.ª en 200 m, 3.ª en 400 m, 1.ª en 4 × 100 m, 2.ª en 4 × 400 m

- Datos: Q272654